# Three Logan Square
Pour les articles homonymes, voir Logan Square.
La Three Logan Square, anciennement appelée Bell Atlantic Tower ou Verizon Tower est un gratte-ciel de Philadelphie en Pennsylvanie.
Imaginée par le cabinet d'architecture Kling Lindquist, la tour a été inaugurée en 1991.
Rachetée en 2010 par le trust Brandywine Realty, elle est renommée Three Logan Square afin de mieux identifier sa location par rapport aux deux buildings également détenus par le même trust : One et Two Logan Square.